# David Coulthard
David Marshall Coulthard (Twynholm (Schotland), 27 maart 1971) is een voormalig Formule 1- en DTM-coureur. Hij werd geboren in Twynholm in Schotland, maar woont nu in Monaco. Hij heeft in totaal dertienmaal een Formule 1 Grand Prix gewonnen. Het jaar dat hij het beste presteerde was in 2001, hij werd toen vicewereldkampioen. In 1995, 1997, 1998 en 2000 werd hij derde in de WK-stand.

## Coureur van Williams (1994-1995)
In 1993 en 1994 was hij een testrijder voor het Williams F1 team. Als de eerste rijder van het team, Ayrton Senna, om het leven komt tijdens de GP van Imola neemt Coulthard vanaf de GP van Spanje in datzelfde jaar Senna's plaats in voor het team. Coulthard rijdt dat seizoen nog negen wedstrijden en Nigel Mansell sluit de laatste drie wedstrijden bij het team. Waar Coulthard zijn beste resultaat een tweede plek is, scoort Mansell in Adelaide een overwinning. David Coulthard werd een fulltime racer voor het team in 1995. In datzelfde jaar scoort hij zijn eerste overwinning op het circuit Estoril.
In 1996 vertrekt hij naar McLaren.

## Coureur van McLaren (1996-2004)
Als coureur bij het team van McLaren blijft hij goed scoren. Voor het eerst in vier jaar wist hij een overwinning voor McLaren te behalen, door de openingsrace van 1997 in Australië te winnen. In de jaren 1998 en 1999 moet Coulthard toezien hoe zijn teamgenoot Mika Hakkinen wereldkampioen wordt. Hij werd in 2001 vice-wereldkampioen, achter Schumacher. In 2003 behaalde hij zijn laatste zege op het circuit van Melbourne, waar hij als elfde startte. Het jaar 2004 is het laatste jaar dat de Schot voor McLaren rijdt, zijn resultaten bij het topteam van McLaren blijven achter bij de resultaten van zijn teamgenoot Kimi Räikkönen.

## Coureur van Red Bull (2005-2008)
Vanaf 2005 was Coulthard actief als eerste rijder voor het team van Red Bull Racing. In 2006, tijdens de Grand Prix van Monaco, scoorde Coulthard voor Red Bull Racing de eerste podiumplaats. Op 3 juli 2008 maakt hij aan de vooravond van de Grand Prix van Engeland op Silverstone bekend dat hij aan het einde van het seizoen stopt als Formule 1-coureur. Zijn laatste race verreed hij op 2 november 2008, op het circuit van Sau Paulo. Hij verliet de F1 op een tamelijk roemloze manier doordat hij in de eerste bocht uitviel, nadat hij van achteren werd aangereden.

## DTM-carrière (2010-2012)
Van 2010 tot 2012 was Coulthard actief in de DTM voor Mercedes-Benz met het team van Mücke Motorsport.

## Formule 1-carrière
| Seizoen | Team                     | Chassis | Races | Over- winningen | Pole Positions | Podiums | Punten | Rang |
| ------- | ------------------------ | ------- | ----- | --------------- | -------------- | ------- | ------ | ---- |
| 1994    | Williams Renault         | FW16    | 8     | 0               | 0              | 1       | 14     | 8    |
| 1995    | Williams Renault         | FW17    | 17    | 1               | 5              | 8       | 49     | 3    |
| 1996    | McLaren Mercedes         | MP4/11  | 16    | 0               | 0              | 2       | 18     | 7    |
| 1997    | McLaren Mercedes         | MP4/12  | 17    | 2               | 0              | 4       | 36     | 3    |
| 1998    | McLaren Mercedes         | MP4/13  | 16    | 1               | 3              | 9       | 56     | 3    |
| 1999    | McLaren Mercedes         | MP4/14  | 16    | 2               | 0              | 6       | 48     | 4    |
| 2000    | McLaren Mercedes         | MP4/15  | 17    | 3               | 2              | 11      | 73     | 3    |
| 2001    | McLaren Mercedes         | MP4-16  | 17    | 2               | 2              | 10      | 65     | 2    |
| 2002    | McLaren Mercedes         | MP4-17  | 17    | 1               | 0              | 6       | 41     | 5    |
| 2003    | McLaren Mercedes         | MP4-17D | 16    | 1               | 0              | 3       | 51     | 7    |
| 2004    | McLaren Mercedes         | MP4-19  | 18    | 0               | 0              | 0       | 24     | 10   |
| 2005    | Red Bull Racing Cosworth | RB1     | 19    | 0               | 0              | 0       | 24     | 12   |
| 2006    | Red Bull Racing Ferrari  | RB2     | 18    | 0               | 0              | 1       | 14     | 13   |
| 2007    | Red Bull Racing Renault  | RB3     | 17    | 0               | 0              | 0       | 14     | 10   |
| 2008    | Red Bull Racing Renault  | RB4     | 18    | 0               | 0              | 1       | 8      | 16   |

### Overwinningen
| Nr. | Grand Prix                      | Jaar | Team             |
| --- | ------------------------------- | ---- | ---------------- |
| 1   | Grand Prix van Portugal         | 1995 | Williams Renault |
| 2   | Grand Prix van Australië        | 1997 | McLaren Mercedes |
| 3   | Grand Prix van Italië           | 1997 | McLaren Mercedes |
| 4   | Grand Prix van San Marino       | 1998 | McLaren Mercedes |
| 5   | Grand Prix van Groot-Brittannië | 1999 | McLaren Mercedes |
| 6   | Grand Prix van België           | 1999 | McLaren Mercedes |
| 7   | Grand Prix van Groot-Brittannië | 2000 | McLaren Mercedes |
| 8   | Grand Prix van Monaco           | 2000 | McLaren Mercedes |
| 9   | Grand Prix van Frankrijk        | 2000 | McLaren Mercedes |
| 10  | Grand Prix van Brazilië         | 2001 | McLaren Mercedes |
| 11  | Grand Prix van Oostenrijk       | 2001 | McLaren Mercedes |
| 12  | Grand Prix van Monaco           | 2002 | McLaren Mercedes |
| 13  | Grand Prix van Australië        | 2003 | McLaren Mercedes |

- Gemeinsame Normdatei: 121304779
- International Standard Name Identifier: 0000 0000 9993 3628
- Library of Congress Control Number: n98044818
- Nationale Bibliotheek van Letland: 000346574
- Nationale Bibliotheek van Polen: a0000003847633
- Istituto Centrale per il Catalogo Unico: VIAV159549
- Virtual International Authority File: 72246132